# فان
فينش أو بينش أو فان (بالفرنسية: Vannes)‏ و (باللغة البريتانية المحلية: Venetum )، مدينة وبلدية فرنسية تقع في إقليم الشمال الغربي لفرنسا بمنطقة برطانية.
ذكرها الادريسي: «ومن مدينة باتس إلى ردون وهي على طرف الجون ستون ميلا وردون مدينة متحضرة صغيرة القطر خصبة رفيهة المعايش حسنة المباني عامرة بالناس. ومنها إلى مدينة فينش وتروى بينش وهي على طرف داخل في البحر خمسون ميلا وموضعها مطل على البحر وهي في ذاتها حسنة بهية كثيرة العامر وبها إنشاء وسفر.»

## أعلام
- بينوا فوجرينارد
- غايل دانيك
- سيلفين مارفو
- لويس بورجوان
- نوربرت بيترز
- آلان رينيه
- زولتان زابو
- ريسبورغ

## وصلات أخرى

### وصلات داخلية
- منطقة برطانية

### وصلات خارجية
- الموقع الرسمي لبلدية فان

1. 1 2  "Ванн". Большая советская энциклопедия. Том 8, 1927 (بالروسية). 8: 754–755. 1927. QID:Q43476987.
2. 1 2  الدليل الجغرافي للبلديات، المعهد الجغرافي الوطني، QID:Q20894925
3. ↑  "Ванн". Энциклопедический словарь Брокгауза и Ефрона. Том Vа, 1892 (بالروسية). Vа: 496–497. 1892. QID:Q24357165.
4. 1 2  الدليل الجغرافي للبلديات، المعهد الجغرافي الوطني، 2015، QID:Q20894925
5. ↑  Populations légales 2022 (بالفرنسية), Institut national de la statistique et des études économiques, 19 décembre 2024, QID:Q131560738 {{استشهاد}}: تحقق من التاريخ في: |publication-date= (help)
6. ↑  Base officielle des codes postaux (بالفرنسية), La Poste, 1er octobre 2018, QID:Q66049091 {{استشهاد}}: تحقق من التاريخ في: |publication-date= (help)
7. ↑  GeoNames (بالإنجليزية), 2005, QID:Q830106
8. 1 2 3  "Relations internationales" (بالفرنسية). Retrieved 2023-01-29.
9. ↑  Annuaire de service-public.fr، QID:Q97451652
10. ↑  JEAN-CHARLES, JEAN-CHARLES (2012). "فرنسة والأراضي المجاورة في أنس المهج وروض الفرج" (بالفرنسية). Journal Asiatique 300.1: 87–138. Archived from the original on 2022-09-28. Retrieved 2022-09-28. {{استشهاد بدورية محكمة}}: الاستشهاد بدورية محكمة يطلب |دورية محكمة= (help)
11. 1 2 3  الإدريسي (1154)، نزهة المشتاق في اختراق الآفاق، ص. 857، QID:Q1089336